# Appoigny
Appoigny ist eine französische Gemeinde mit 3133 Einwohnern (Stand 1. Januar 2022) im Département Yonne (Region Bourgogne-Franche-Comté). Sie liegt rund zehn Kilometer nördlich des Stadtzentrums von Auxerre zwischen dem Fluss Yonne und der Autoroute A6. Die Bewohner Appoignys werden Époniens genannt.

## Geschichte
Ursprung der heutigen Gemeinde sind gallorömischen Ländereien, die im 5. Jahrhundert Eigentum der Familie des Bischofs Germanus von Auxerre waren. Unter dem Namen Eponiacus (benannt nach der Göttin Epona) gehörte Appoigny von 448 bis zur Französischen Revolution den Bischöfen von Auxerre. Durch die Lage an der Grenze zwischen Bourgogne-Franche-Comté und Champagne und an einem Hauptverkehrsweg des römischen Reiches erlebte Appoigny von Beginn an stürmische Zeiten; nacheinander fielen die Hunnen, die Franken und schließlich die Normannen ein und plünderten die Gegend.
Bischof Robert von Nevers ließ im elften Jahrhundert eine erste Festung bauen. Hugo von Noyer im zwölften und Guy de Mello im 13. Jahrhundert erweiterten die Festung Régennes in einer Flusswindung des Yonne. Das Schloss wurde zum Wohnsitz der Bischöfe von Auxerre. Mehrere Male wurde es verwüstet, doch jedes Mal noch aufwändiger wieder aufgebaut, zuletzt durch den Architekten Augustin-Charles d'Aviler im 18. Jahrhundert. 1791 wurde es verkauft und abgerissen.
Im Laufe ihrer Reise nach Reims überquerte Jeanne d’Arc 1429 an der Gué de la Pucelle („Jungfernfurt“, heute ein Parkgelände) den Yonne.
Landwirtschaft und Weinbau prägten die wirtschaftliche Entwicklung von Appoigny. Der Gemüseanbau hatte einen so guten Ruf, dass die Gemeinde den Beinamen Le Jardin d’Auxerre („Der Garten Auxerres“) erhielt. Noch heute wird jedes Jahr am Namenstag des heiligen Fiacrius, des Schutzpatrons der Gartenbauer, Ende August ein dreitägiges Fest gefeiert.

## Sehenswürdigkeiten

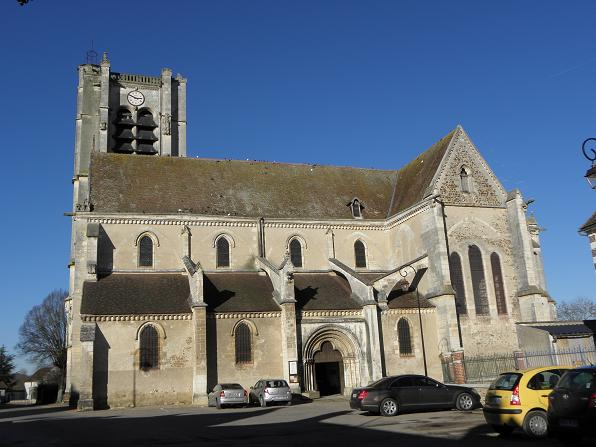
Kirche St-Pierre-St-Paul

- Die Pfarrkirche St-Pierre-St-Paul  ist eine in den Jahren 1207 bis 1220 auf Initiative von Bischof Guillaume de Seignelay von Auxerre, dem späteren Bischof von Paris im Stil der Gotik errichtete und den Aposteln Petrus und Paulus geweihte ehemalige Kollegiatkirche. Ihr Patrozinium entlehnte sie einer damals etwa 150 m weiter südlich befindlichen, sehr viel älteren und den wachsenden Anforderungen nicht mehr gerecht werdenden Kirche, die aus diesem Anlass als St-Jean d’Appoigny unter das Patronat des Evangelisten Johannes gestellt wurde. Die neue Kirche wurde später auf der Nordseite um einen Turm (16. Jahrhundert) und eine Seitenkapelle erweitert, während auf den beiden Eckgeländen zwischen dem Chor und den Querhausarmen im Süden die Salle du Trésor genannte Kammer für den Domschatz entstand und im Norden die mit einem Renaissance-Gewölbe versehene Sakristei. St-Pierre d’Appoigny wurde im Verlauf der Hugenottenkriege geplündert, entging aber der späteren Zerstörungswelle der Französischen Revolution, im Zuge welcher die Nachbarkirche St-Jean d’Appoigny abgerissen wurde. Bemerkenswert ist der unter Bischof François de Donadieu von Auxerre im Stil der Renaissance verwirklichte Lettner aus dem Jahr 1606, der zu den wenigen in Frankreich erhaltenen Exemplaren seiner Art zählt.[1]

## Gemeindepartnerschaft
- Appoigny pflegt eine Partnerschaft mit Freudenburg in Rheinland-Pfalz.

## Persönlichkeiten
- Marguerite Bodin (1869–1940), Lehrerin und Feministin
- Guy Roux (* 1938), der den Verein AJ Auxerre fast 44 Jahre lang betreute und in dieser Zeit aus der regionalen Amateurklasse in die erste französische Liga brachte.